# NGC 3629
NGC 3629 este o intermediate spiral galaxy⁠(d) situată în constelația Leul. A fost descoperită în 6 aprilie 1785 de către William Herschel. Se află la o distanță de 32,36 de megaparseci de Pământ.